# Arachnitis
Arachnitis es un género monotípico perteneciente a la familia Corsiaceae. Su única especie: Arachnitis uniflora Phil., Bot. Zeitung (Berlín) 22: 217 (1864) es originaria de Sudamérica desde Bolivia hasta Chile y las Islas Malvinas.

## Descripción
Son plantas micoheterotrofas que no efectúan la fotosíntesis y son llamadas "tramposas" porque toman los azúcares que necesitan de hongos que se encuentran en ellas. Se encuentran en Sudamérica.
Aunque los hongos en cuestión son en cierto modo el mismo tipo de micorrizas arbusculares que se encuentran en las raíces de muchas plantas, los detalles de su asociación con las raíces de las plantas difieren en aspectos importantes (tales como la ausencia de arbúsculos).

## Taxonomía
Arachnitis uniflora fue descrita por Rodolfo Amando Philippi y publicado en Botanische Zeitung (Berlin) 22: 217. 1864.
Sinonimia
- Arachnitis quetrihuensis Dimitri, Revista Fac. Agron. Univ. Nac. La Plata 48(1): 40 (1972).[1]